# Sophiechen und der Riese
Sophiechen und der Riese ist ein Kinderbuch des englischen Schriftstellers Roald Dahl. Die englische und amerikanische Erstausgabe erschien 1982 unter dem Titel „The BFG“ in den Verlagen Jonathan Cape in London und bei Farrar, Straus & Giroux in New York. Die deutsche Ausgabe in der Übersetzung von Adam Quidam erschien 1984 im Rowohlt Verlag in Reinbek bei Hamburg. Die Schwarzweiß-Illustrationen schuf Quentin Blake.
Sophiechen, ein taffes und mutiges Waisenmädchen, wird von einem guten Riesen ins Riesenland entführt, wo dieser unter neun anderen Riesen lebt. Der gute Riese sammelt Träume und bläst sie nachts den Kindern ins Schlafzimmer, die übrigen Riesen sind menschenfressende Ungeheuer. Sophiechen entwirft einen Plan, um die bösen Riesen unschädlich zu machen. Mit Beistand der Königin von England setzen Sophiechen und der gute Riese den Plan in die Tat um und dem Treiben der bösen Riesen ein Ende.

## Handlung
Sophiechen ist ein elternloses Mädchen und lebt in einem englischen Waisenhaus. Eines Nachts um die Geisterstunde schleicht das schlaflose Kind zum Fenster des Schlafsaals und streckt neugierig seinen Kopf hinaus in die Finsternis. Eine schwarze, dünne Gestalt, so groß wie vier erwachsene Männer, läuft die Straße entlang – ein Riese! Er erspäht das Mädchen, ergreift es und rast mit Riesenschritten davon, bis ins Land der Riesen. (Der Riese musste Sophiechen entführen, weil sie ihn beobachtet hatte und er deswegen befürchten musste, von den Menschen gejagt und getötet zu werden.) Er schleppt Sophiechen in seine Höhle, eine riesige Halle, die von hohen Regalen mit Abertausenden von Einmachgläsern umstellt ist. Sophiechen bibbert vor Angst, der Riese wird sie gewiss zum Frühstück verspeisen!
Die 9 Nachbarn des Riesen sind hässliche Kerle und doppelt so groß wie er. Jede Nacht gehen sie auf Beutezug, zerren die Menschen aus den Betten und fressen sie auf. Er selbst sei ein guter Riese („GuRie“), beruhigt er das zitternde Sophiechen, er sei Vegetarier und werde deswegen von seinen Nachbarn gemobbt. Er ernährt sich von widerlichen Kotzgurken, den einzigen Pflanzen, die im Riesenland wachsen, und er trinkt Blubberwasser, damit er lustige Furzelbäume schlagen kann. Seine unbeholfene Redeweise (Gobblefunk), die Sophiechen zum Schmunzeln bringt, entschuldigt er damit, dass er nie eine Schule besucht hat.
GuRie erklärt Sophie, dass sich in den Einmachgläsern Träume tummeln, die er im Traumland eingekäschert hat. Nachts zieht er in die Städte, gießt die Träume in seine Trompete, bläst sie in die Schlafstuben der Kinder und beschert ihnen schöne Träume. Der Riese nimmt Sophiechen mit auf die Traumjagd, und zurück in seiner Höhle katalogisiert er die eingefangenen Träume in seiner Traumsammlung. Eingeweiht in die Geheimnisse seines Systems, fasst Sophiechen einen Plan, um die bösen Riesen unschädlich zu machen: Der gute Riese soll einen Traum für die Königin von England mixen, damit diese den bösen Riesen das Handwerk legt.
Der gute Riese begibt sich mit Sophiechen nach London, wo er seinen Traum in das Schlafzimmer der Königin bläst. Als die Königin erwacht, lässt sie für die beiden ein opulentes Frühstück auftragen und befehligt ihre Obermilitärs, die bösen Riesen lebend zu fangen und nach London zu schaffen. Dort werden sie in eine tiefe Grube geworfen und müssen sich hinfort von Kotzgurken ernähren. Für den guten Riesen lässt die Königin in der Nähe ihres Palastes ein extra hohes Haus und für Sophiechen ein adrettes Landhaus errichten. Sophiechen erteilt dem Riesen Nachhilfe im Reden und Schreiben. Er wird ein Meister der Feder und schreibt seine Abenteuer in einem Buch nieder – das der Leser in Händen hält. Aus Bescheidenheit veröffentlicht er das Buch jedoch nicht unter seinem eigenen Namen, sondern bedient sich eines Pseudonyms.

## Personen

### Menschen
- Sophiechen, ein Waisenkind (Sophie, an orphan).
- Die Königin von England (The Queen of England).
- Mary, die Kammerzofe (Mary, the Queen’s maid).
- Mister Tibbs, der Oberhofmeister (Mr Tibbs, the Palace butler).
- Der Oberkommandierende der Landstreitkräfte (The head of the Army).
- Der Oberkommandierende der Luftstreitkräfte (The head of the Air Force).

### Riesen
- Der gute Riese GuRie (The BFG)
- Der Fleischfetzenfresser (The Fleshlumpeater)
- Der Knochenknacker (The Bonecruncher)
- Der Menschenpresser (The Manhugger)
- Der Kinderkauer (The Childchewer)
- Der Hackepeter (The Meatdripper)
- Der Klumpenwürger (The Gizzardgulper)
- Der Mädchenmanscher (The Maidmasher)
- Der Blutschlucker (The Bloodbottler)
- Der Metzgerhetzer (The Butcher Boy)

## Entstehung
Als Roald Dahls Eheprobleme in den späten 1970er Jahren zunahmen, suchte er Trost in der Gesellschaft seiner beiden jüngsten Töchter Ophelia und Lucy. Er erzählte ihnen selbsterfundene Geschichten wie die vom Big Friendly Giant (BFG), der angeblich in ihrem Obstgarten wohnte. Eines Nachts spielte Dahl selbst den BFG und kletterte mit einer Leiter an ihrem Zimmerfenster hoch und tat so, als ob er mit einem Bambusrohr Träume in ihr Zimmer pustete. Eine andere Spur von Roald Dahls BFG-Fabel findet sich in einem seiner Ideenbücher: ein Mann fängt Gedanken in Gläsern ein, in denen diese wild durcheinanderspringen. Seinen ersten literarischen Auftritt hatte der BFG in Dahls Erzählung „Danny oder Die Fasanenjagd“ (1975), in der ein Vater seinem Sohn eine Gutenachtgeschichte über den BFG erzählt. Der Riese trägt bereits die Züge des späteren BFG und sammelt Träume, die er zu Puder verarbeitet und den Kindern ins Schlafzimmer bläst.
1981 begann Roald Dahl mit der Niederschrift von „The BFG“. Der Held der ersten Fassung war ein Junge namens Jody, und der BFG bediente sich noch kaum seiner ulkigen Sprache. In der Endfassung ersetzte Dahl Jody durch das Mädchen Sophie (so hieß sein erstes Enkelkind) und ließ den BFG ausgiebig in seiner liebenswerten Gobblefunk-Sprache schwatzen. Am 7. Oktober 1981 teilte er Dirk Bogarde erleichtert mit, dass er tags zuvor „The BFG“ beendet habe. Ein halbes Jahr lang habe ihn die Niederschrift beschäftigt, 600 Stunden lang, sieben Tage in der Woche, und seinem Lektor gestand er später, das Buch habe ihn ziemlich ausgelaugt.
Die Endfassung schickte er an Tom Maschler, den Leiter seines englischen Verlags Jonathan Cape in London, und an Stephen Raxburgh, den Cheflektor seines amerikanischen Verlags Farrar, Straus & Giroux in New York. Raxburgh ließ er wissen, er sei offen für kleine Verbesserungen, aber zu größeren Änderungen sehe er sich außerstande. Der noch junge Raxburgh war eingeschüchtert vor dem berühmten, doppelt so alten Schriftsteller, schickte aber doch eine umfängliche Liste mit Änderungsvorschlägen zurück. Roald Dahl war wider Erwarten begeistert, denn seit 40 Jahren hatte niemand seine Manuskripte derart akribisch unter die Lupe genommen, und er schrieb ihm in der Sprache des BFG zurück, er sei „swishboggled and sloshbungled“ (sprachlos und hingerissen). Dahl akzeptierte weitgehend Raxburghs Vorschläge. Er machte sich auch dessen Anregung zu eigen, das Thema „Blubberwasser und Furzelbäume“ an einer anderen Stelle der Erzählung noch einmal aufzugreifen, und fügte in die Frühstücksszene mit der Königin einen Furzelbaumtanz des BFG ein.
Quentin Blake, der bereits Dahls letzte drei Kinderbücher illustriert hatte, sollte auch die Abbildungen für „The BFG“ liefern. Tom Maschler wollte die Anzahl der Bilder auf 12 beschränken, beugte sich aber dem wütenden Widerstand von Roald Dahl, der heftig die „angemessene und volle“ Bebilderung seines Buchs einforderte. Zeichner und Autor arbeiteten eng zusammen. Als Roald Dahl auf Quentins Entwürfen die wenig anziehende Gestalt des BFG erblickte, verlieh er seinem Riesen ein freundlicheres Aussehen. Er sandte Quentin ein Paar seiner riesigen norwegischen Sandalen als Vorlage für das Schuhwerk des BFG, und die enormen Ohren eines bekannten Bauunternehmers standen Pate für die Flattersegelohren.
Roald Dahl widmete das Buch seiner Tochter Olivia, die 1962 im Alter von 7 Jahren an den Folgen einer Masernerkrankung gestorben war. 1982 erschien die Erstausgabe des Buchs bei Jonathan Cape in London und bei Farrar, Straus & Giroux in New York.

## Gobblefunk

### Vorgeschichte
Die Sprache war für Roald Dahl ein Spielfeld, auf dem er seiner Fantasie freien Lauf lassen konnte. In seinen Kinderbüchern konnte er sein Faible ausleben, ohne von erwachsenen Lesern als kindisch belächelt zu werden. Er durfte sogar davon ausgehen, dass Kinder sich gut an ihre ersten holprigen Gehversuche mit der Sprache erinnern, und dass die Versprecher des guten Riesen ihn den Kindern umso sympathischer machen würden.

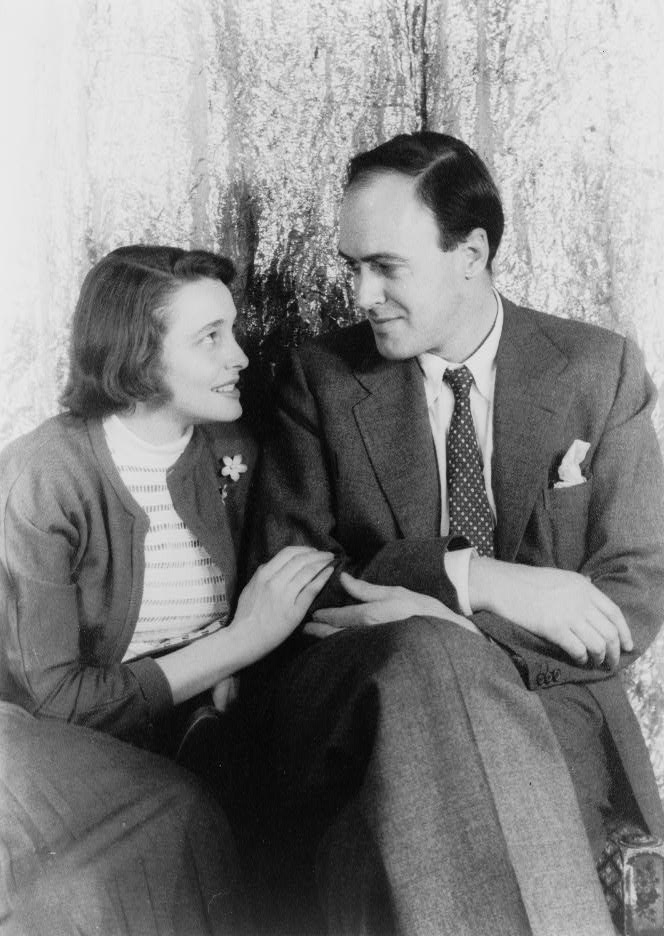
Roald Dahl und Pat Neal, 1954 (Fotografie von Carl van Vechten).

1965 hatte Dahls erste Frau Pat Neal einen Schlaganfall. Wie ein Kind musste sie das Sprechen von Grund auf neu erlernen. Später erinnerte sie sich, sie habe die Wörter durcheinandergemixt und Wörter benutzt, die es gar nicht gab. Vielleicht verstärkten die Sprachschwierigkeiten seiner Frau Roald Dahls Hang zu Sprachspielereien in seinen Kinderbüchern.
In „The BFG“ trieb Roald Dahl seinen sprachlichen Erfindungsreichtum auf die Spitze. Sein Opfer war der arme BFG, der keine Schule besucht hatte und nie gelernt hatte, sich fehlerfrei auszudrücken. Er erklärt Sophiechen seine Schwäche:
„Die Wörter sind für mich immer eine kitzlige Sache. Deswegen musst du Geduld haben mit mir und nicht an mir herumverbessern. Ich hab dir ja schon vorhin gesagt, ich weiß genau, was ich sagen will, aber irgendwie gehen bei mir manchmal die Wörter durcheinander.“
Das Wort Gobblefunk taucht in „The BFG“ zum ersten Mal auf, als der Riese Sophiechen erklärt, welche „Geschmäcker“ von Menschenopfern die bösen Riesen bevorzugen. Sophiechen kann es nicht lassen, ihn zu korrigieren, worauf der Riese kontert: „Don’t gobblefunk around with words!“. Obwohl der Riese eigentlich damit Sophiechens „Wortgebrabbel“ bezeichnet, wird das Wort heute verwendet, um sein ulkiges Kauderwelsch zu bezeichnen.

### Vokabular
Wenn der Leser das Buch aufschlägt, wird er als Erstes mit den grausigen Fantasienamen der bösen Riesen konfrontiert. Sie setzen sich aus zwei Wörtern zusammen. Eines bezeichnet meist eine brutale Aktion, zum Beispiel „Würger“ oder „Kauer“, das andere Wort gibt das Objekt des grausamen Geschehens an, zum Beispiel „Fleischfetzen“ oder „Blut“. So ergeben sich Namen wie „Fleischfetzenfresser“ und „Kinderkauer“.
In den Dialogen des guten Riesen, vor allem mit Sophiechen, aber auch mit der Königin, ihren Bediensteten und Militärs, zieht Roald Dahl alle Register seiner Sprachschöpferkunst. Hier eine kleine Auswahl:
| Kategorie               | Beispiele englisch                                                  | Beispiel deutsch (bzw. deutsche Übersetzung)           |
| ----------------------- | ------------------------------------------------------------------- | ------------------------------------------------------ |
| Worterfindungen         | trogglehumper (Albtraum)                                            | Borstenbuckler                                         |
|                         | snozzcumbers                                                        | Kotzgurken                                             |
|                         | whizzpoppers                                                        | Furzelbäume                                            |
|                         | chiddler                                                            | Kind                                                   |
| Versprecher             | human beans statt human beings                                      | Leberwesen statt Lebewesen                             |
|                         | elefunt statt elephant                                              | Edelfant statt Elefant                                 |
|                         | Your Majester statt Your Majesty                                    | Ihre Mayonnaise statt Ihre Majestät                    |
|                         | your humbug servant statt your humble servant                       | Ihr verlorsamster Diener statt Ihr gehorsamster Diener |
|                         | scrambled dregs statt scrambled eggs                                | gemixter Abschaum statt Rührei                         |
| Falsche Redensarten     | to twiddle someone’s leg statt to pull someone’s leg                | jemanden auf den Arm nehmen                            |
|                         | two rights is not making a left statt two wrongs don’t make a right | doppelt falsch und doch nicht richtig                  |
| Buchstabenvertauschung  | jipping and skumping statt skipping and jumping                     | hüpfen und springen                                    |
|                         | catasterous disastrophe statt disastrous catastrophe                | desaströse Katastrophe                                 |
| Verballhornungen        | bellypopper statt helicopter                                        | Pups-Räuber statt Hubschrauber                         |
| Kofferwörter            | delumptious aus delicious und scrumptious                           | köstlich und lecker                                    |
| Gleichanlautende Wörter | fast as a fizzlecrump                                               | fix wie eine Flitzbombe                                |
| Falsche Endungen        | hippodumplings statt hippopotamuses                                 | Flusspferde                                            |
|                         | crockadowndillies statt crocodiles                                  | Krokodile                                              |
|                         | babblement statt babble                                             | Geschwätz                                              |

Eines seiner hübschesten Wortspiele gelang Roald Dahl mit dem Namen von Charles Dickens, einem seiner Lieblingsschriftsteller. Sophiechen fragte einst den Riesen, der nie eine Schule besucht hatte, wie er das Schreiben erlernt habe. Der Riese erklärte ihr, er habe hunderte Male Dahl’s Chickens’ Roman „Nicholas Nickleby“ gelesen und sich so als Autodidakt seine Kenntnisse erworben. Einige „dahleske“ Wörter wurden 2016 zu Roald Dahls 100. Geburtstag in den „Olymp“ des Oxford English Dictionary erhoben. Im gleichen Jahr erschien der „Oxford Roald Dahl Dictionary“, ein Spezialwörterbuch über das Dahlsche Sprachuniversum.
Roald Dahl steht mit seiner sprachschöpferischen Begabung nicht allein in der Literatur. Ein berühmter Vorgänger des 19. Jahrhunderts war Lewis Carol, der sich in seinen Kinderbüchern gern in Wortspielen erging, Neuwörter, Kofferwörter und Nonsenswörter erfand und seine Figuren auf skurrile Namen taufte (Schildkrötensupperich, Grinsekatze, Jabberwocky, Humpty Dumpty). Anthony Burgess, Roald Dahls fast gleich alter Zeitgenosse, erfand 20 Jahre vor diesem für seinen Roman „Uhrwerk Orange“ den fiktionalen Jugendjargon Nadsat, eine verballhornende Mischung von russischen Vokabeln mit dem Londoner Cockney Rhyming Slang sowie Wörtern aus der englischen Zigeunersprache und der Kindersprache.

### Übersetzung
Der Übersetzer Adam Quidam sah sich vor dem Problem, die ulkige Sprache des guten Riesen kongenial ins Deutsche zu übertragen. Da eine wörtliche Übersetzung meistens ausschied, nahm sich der Übersetzer vor, auf jeder Seite ungefähr denselben „Humorpegel“ wie im Original zu erreichen.
Die häufigen grammatischen Fehlleistungen des Riesen ignoriert er in der Regel. Zum Beispiel übersetzt er „I is hungry!“ nicht als „Ich hungrig sein!“, sondern als „Hunger!“. Nur manchmal, wenn es der „Humorpegel“ erfordert, schiebt er auch eine grammatisch falsche Formulierung ein, zum Beispiel: „Du hast mich geseht!“.
Im Übrigen gelingt es Adam Quidam, die witzigen englischen Wortspiele durch treffende Entsprechungen im Deutschen wiederzugeben: „human beans“ (für human beings) sind bei ihm „menschliche Leberwesen“, und den Satz „Greeks from Greece is all tasting greasy“ ersetzt er durch „Griechische Leberwesen aus Griechenland schmecken grässlich nach Griebenschmalz“.
Der Literaturwissenschaftler Reinbert Tabbert urteilt: „So ist auch im Deutschen ein Buch entstanden dessen Sprachwitz fasziniert.“

## Zitate
- „Ist egal“, sagte der GuRie. „Ich kann nicht immer recht haben. So bin ich nun mal: mal recht und mal schlecht.“
- „Die Wörter“, sagte er, „sind für mich immer eine kitzlige Sache. Deswegen musst du Geduld haben mit mir und nicht an mir herumverbessern. Ich hab dir ja schon vorhin gesagt, ich weiß genau, was ich sagen will, aber irgendwie gehen bei mir manchmal die Wörter durcheinander.“
- „Ich bin bestimmt kein Geistesriese, der alles weiß, aber du bist, glaube ich, ein menschliches Leberwesen, das überhaupt nichts weiß. Du bist ein richtiger Kohlkopf.“ – „Hohlkopf, meinst du“, sagte Sophiechen. – „Was ich meine und was ich sage, sind zwei verschiedene Dinge“, verkündete der GuRie stolz.
- „Die menschlichen Leberwesen sind die einzigen Leberwesen, die ihre eigenen Leute ermorden.“
- „Ich finde es gemein, wenn diese fiesen Riesen jeden Abend losziehen und Menschen essen gehen. Wir haben denen doch nichts getan!“ – „Das sagt auch Ferkelwutz, das Schweinchen“, erwiderte der GuRie. „Jedes Schweinchen, das geschlachtet wird, sagt: Den menschlichen Leberwesen hab ich doch nichts getan, warum essen sie dann mich?“ – „Ach ja“, seufzte Sophiechen.
- Der GuRie … sagte zu dem Oberkommandierenden der Luftstreitkräfte: „Du hast doch Pups-Räuber, oder nicht?“ – „Will der etwa frech werden?“, fragte der Oberkommandierende der Luftstreitkräfte. – „Er meint Hubschrauber“, erklärte ihm Sophiechen.
- „Du bist aber wirklich ein kluges Kerlchen“, sagte die Königin, indem sie an dem baumlangen GuRie hinaufsah. „Deine schulischen Leistungen lassen zwar ein klein wenig zu wünschen übrig, aber dumm bist du wahrhaftig nicht, das weiß ich genau.“

## Ausgaben

### Englisch
- Roald Dahl; Quentin Blake (Illustration): The BFG. London : Jonathan Cape, 1982.
- Roald Dahl; Quentin Blake (Illustration): The BFG. New York : Farrar, Straus & Giroux, 1982.

### Deutsch
- Roald Dahl; Quentin Blake (Illustration); Adam Quidam (Übersetzung): Sophiechen und der Riese. Reinbek bei Hamburg : Rowohlt, 1984.

## Medien

### Verfilmungen
- 1989: Der große freundliche Riese. Zeichentrick-Fernsehfilm, Großbritannien. Deutsche Fassung: 1994. Regie: Brian Cosgrove, Drehbuch: John Hambley, online.
- 2016: BFG – Big Friendly Giant. Spielfilm, USA / Großbritannien / Kanada. Deutsche Fassung: 2016. Regie: Steven Spielberg, Drehbuch: Melissa Mathison, Darsteller: BFG: Mark Rylance, Sophie: Ruby Barnhill.

### Hörspiel
- Roald Dahl; Adam Quidam (Übersetzung): Sophiechen und der Riese : Hörspiel ; ab 7 Jahren. München : Der Hörverlag, 2005, 3 CDs. – Regie: Burkhard Ax, Hörspielbearbeitung nach der Bühnenversion von David Wood: Ingeborg Tröndle, Sprecher: Peer Augustinski, Verena Wurth, Michael Habeck.

### Theater
- Roald Dahl; David Wood (Bearbeiter); Jane Walmsley (Illustration); Adam Quidam (Übersetzung):  Roald Dahls Sophiechen und der Riese : Theaterstücke für Kinder. Reinbek bei Hamburg : Rowohlt-Taschenbuch-Verlag, 2004.

## Auszeichnungen
- 1985: Deutscher Jugendliteraturpreis.[10]
- 1991: Read Alone and Read Aloud BILBY Awards (Australien).
- 2003: BBC Big Read (Großbritannien), Rang 56 von 100.[11]
- 2007: Teachers’ Top 100 Books for Children (USA), Rang 48 von 100.[12]
- 2012: Jahresbestenliste der Zeitschrift School Library Journal (USA), Rang 88 von 100.[13]